# Christine Mayo
Christine Mayo (Jersey City, 25 dicembre 1883 – New York, 9 gennaio 1961) è stata un'attrice statunitense che lavorò nel cinema all'epoca del muto.

## Biografia
Attrice dell'età del cinema muto, Christine Mayo interpretò numerosi ruoli di femme fatale durante la sua carriera che durò una decina d'anni, dal 1915 al 1924. L'aver vinto un concorso indetto dal New York Telegraph, che l'aveva designata come la più bella ragazza di New York, le servì da trampolino di lancio.
Girò poco meno di trenta film, ritirandosi dallo schermo nel 1924 dopo la sua ultima apparizione in For Sale di George Archainbaud.

## Filmografia
La filmografia è completa. Quando manca il nome del regista, questo non viene riportato nei titoli.
- A Mother's Confession, regia di Ivan Abramson (1915)
- The Broken Law, regia di Oscar Apfel (1915)
- The Warning, regia di Edmund Lawrence (1915)
- A Fool's Paradise, regia di Ivan Abramson (1916)
- The Supreme Sacrifice, regia di Lionel Belmore e Harley Knoles (1916)
- The Spell of the Yukon, regia di Burton L. King (1916)
- The Iron Woman, regia di Carl Harbaugh (1916)
- Two Men and a Woman, regia di William Humphrey (1917)
- Who's Your Neighbor?, regia di S. Rankin Drew (1917)
- Raffles, the Amateur Cracksman, regia di George Irving (1917)
- The Life Mask, regia di Frank Hall Crane (1918)
- A Successful Adventure, regia di Harry L. Franklin (1918)
- The House of Mith, regia di Albert Capellani (1918)
- Building for Democracy - cortometraggio (1918)
- The Little Intruder, regia di Oscar Apfel (1919)
- Fair and Warmer, regia di Henry Otto (1919)
- A Fugitive from Matrimony, regia di Henry King (1919)
- Duds, regia di Thomas R. Mills (1920)
- Don't Ever Marry, regia di Victor Heerman e Marshall Neilan (1920)
- The Girl in the Web, regia di Robert Thornby (1920)
- An Amateur Devil, regia di Maurice Campbell (1920)
- The Palace of Darkened Windows, regia di Henry Kolker (1920)
- When We Were 21 o When We Were Twenty-One, regia di Henry King (1921)
- The Understudy, regia di William A. Seiter (1922)
- La pitonessa (A Dangerous Game), regia di King Baggot (1922)
- Il terremoto (The Shock), regia di Lambert Hillyer (1923)
- Don't Marry for Money, regia di Clarence Brown (1923)
- Venduta (For Sale), regia di George Archainbaud (1924)